# فرودگاه یادبود کنت
فرودگاه یادبود کنت (به انگلیسی: Kennett Memorial Airport) یک فرودگاه همگانی بهره‌برداری هوایی با کد یاتا KNT است که یک باند فرود آسفالت دارد و طول باند آن ۹۱۸ متر است. این فرودگاه در شهر کنت، میزوری کشور ایالات متحده آمریکا قرار دارد و در ارتفاع ۸۰ متری از سطح دریا واقع شده است.